# 邦联议事会

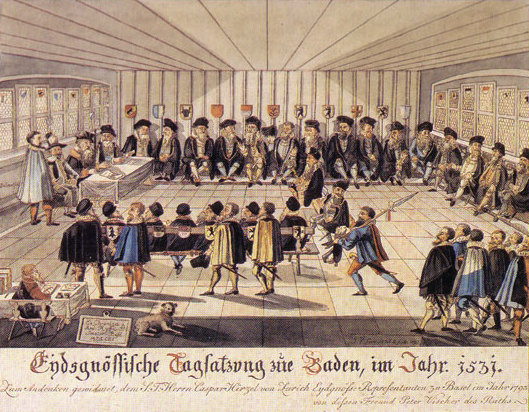
1531年于巴登举行的邦联议事会

邦联议事会（德語：Eidgenössische Tagsatzung）是瑞士历史上在联邦成立之前的最高政治机构，负责旧瑞士邦联事务的协调和决策。议事会初次召集是在1315年，之后在多个地点定期或不定期举行，由各成员派代表参加。巴登是举行会议最多的地点。1848年瑞士联邦成立后，议事会负责起草联邦宪法，之后演变为联邦议会的联邦院。